# Rockwood (Maine)

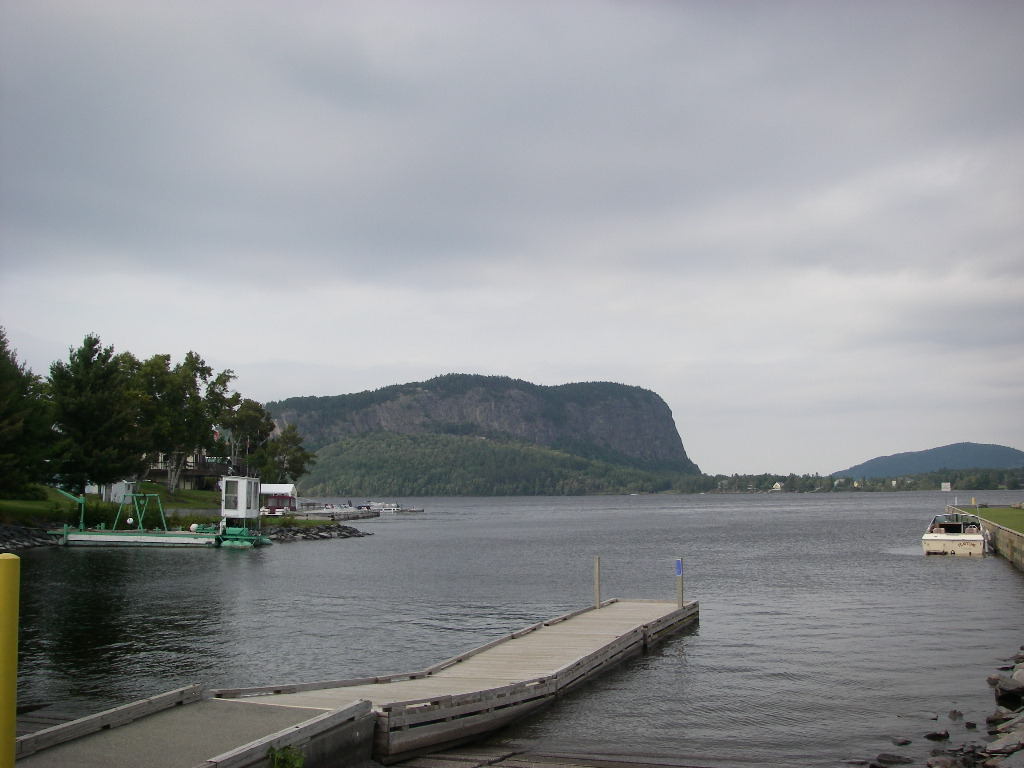
Bootsrampe in Rockwood, Blick auf Mt. Kineo

Rockwood ist ein Village, im Unorganized Territory von Northeast Somerset gelegen am östlichen Ufer des Moosehead Lake, zentral im Osten des Somerset Countys des Bundesstaates Maine in den Vereinigten Staaten. Auch wenn Rockwood die nötige Einwohnerzahl für eine Organisation hätte, wurde das Gebiet nie als Plantation oder Town formal organisiert.
Die Ansiedlung Rockwood und der an der Seeenge gegenüberliegende Mt. Kineo, befinden sich in einer Gegend, die sehr geschichtsträchtig ist. Bereits durch Indianer wurde hier Feuerstein abgebaut. Ein früher indianischer Name für einen Teil von Rockwood war Birch Point an dem indianische Lager aufgeschlagen wurden. Benannt wurde er nach den hier vorkommenden Birken. Gelegen war Birch Point in der Nähe der heutigen Hauptstraße Maine State Street 6, der Rockwood Road. Hier befinden sich heute das Postamt, Geschäfte und Häuser sowie eine Bootsrampe.
Besiedelt wurde Rockwood vermutlich vor dem Sezessionskrieg, die ersten Siedler stammten hauptsächlich aus Nova Scotia. Eine erste Brücke über den Moose River wurde als Schwimmbrücke Ende des 19. Jahrhunderts an der Mündung des Moose Rivers in den Moosehead Lake erbaut. Später eine zweite im Jahr 1914 weiter flussaufwärts. Heute gibt es nur noch eine Brücke über den Moose River.

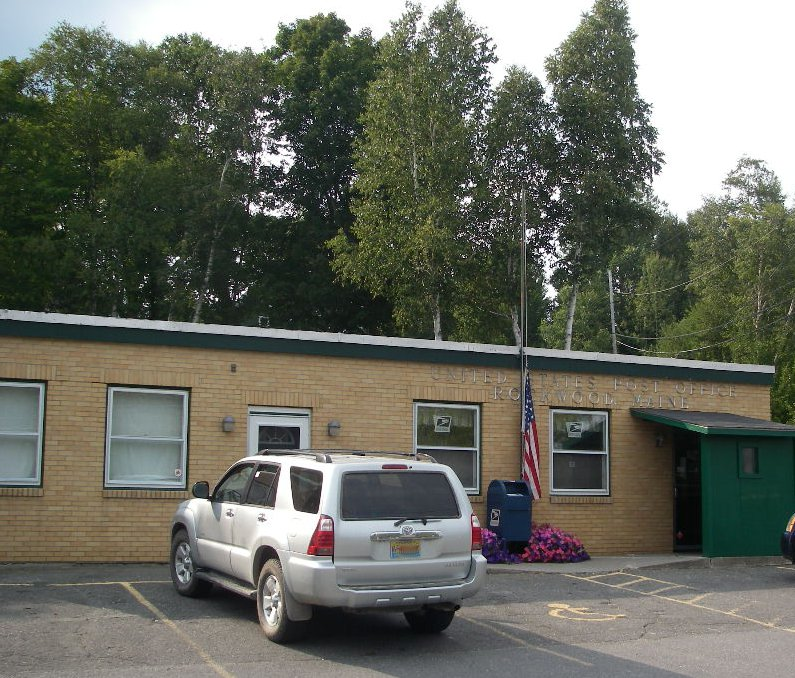
Rockwood Post Office

Die Somerset Railway errichtete eine Linie zur Kineo Station in Birch Point. Der Name Rockwood stammte vermutlich von Hiram Rockwood Page, der um 1909 entschied, dass Kineo Station auch ein Postamt brauchte, welches er nach sich selbst benannte. Zu der Zeit befanden sich zwei Geschäfte und zwei Kirchen in Rockwood, zudem mehrere Wohnhäuser. Weitere Kirchen folgten.
Landwirtschaft hatte in Rockwood nur eine geringe Bedeutung, da die Böden karg sind und nicht viel Ertrag bringen. Als Einkommensquelle diente die Forstwirtschaft, zudem bereits früh der Tourismus. Bereits früh gab es geführte Bergwanderungen und Sport-Camps wurden eröffnet. Die Silhouette des 551 m hohen Mt. Kineo, der sich auf der Halbinsel aus dem See erhebt, deuteten die Indianer als den Rücken eines riesigen Tieres. Eine Legende besagt, dass der Berg die versteinerten Überreste eines riesigen Elches seien, den der Große Geist auf die Erde geschickt hatte, um sie für ihre Sünden zu bestrafen.